# Benzenrade
Benzenrade est un hameau néerlandais situé dans la commune de Heerlen, dans la province du Limbourg néerlandais.
Situé en bordure de la commune et de la ville, il jouxte Ubachsberg (commune de Voerendaal) et Amstenrade. Du côté nord, il jouxte le quartier Welten. Du côté est, séparé la route N281, se trouve le quartier de Heerlerbaan.

## Urbanisme
Benzenrade forme un village-rue. Celui qui vient du centre ville de Heerlen a peine à croire qu'il n'a pas quitté l'agglomération. Tout près de Benzenrade on a construit au milieu des années 1960 l'hôpital Saint-Joseph. Même si on se trouve tout près d'un hôpital régional, Benzenrade a su pourtant conserver son caractère villageois d'origine. Près d'une ferme jaillit le Geleenbeek qui coule vers la Meuse en passant par Nuth, Schinnen, Sittard et Susteren.